# Ringapalis
Ringapalis (Apalis thoracica) är en fågel i familjen cistikolor inom ordningen tättingar.

## Utseende och läte
Ringapalis är en slank och vackert tecknad cistikola med lång stjärt. Fjäderdräkten varierar kraftigt geografiskt, med ryggen olivgrå eller grå, hjässan brun eller grå och undersidan vit eller gul. Alla beståndet uppvisar dock vitt öga, ett svart band över bröstet och vita yttre stjärtpennor. Sången varierar också, men är vanligen en duett där hanen avger ett upprepat "chrup" som svaras av snabbare och ljusare toner från honan.

## Utbredning och systematik
Ringapalis har en mycket stor utbredning från sydöstra Kenya söderut till Sydafrika. Den delas in i 18 underarter med följande utbredning:
- Apalis thoracica griseiceps – sydöstra Kenya till centrala Tanzania
- Apalis thoracica pareensis – nordöstra Tanzania (South Pare Mountains)
- Apalis thoracica murina – nordöstra Tanzania till norra Malawi och nordöstra Zambia
- Apalis thoracica uluguru – östra Tanzania (Uluguru Mountains)
- Apalis thoracica youngi – sydvästra Tanzania, norra Malawi och nordöstra Zambia
- Apalis thoracica whitei – östra Zambia och södra Malawi
- Apalis thoracica rhodesiae – nordöstra Botswana till centrala Zimbabwe
- Apalis thoracica quarta – nordöstra Zimbabwe (Nyangani) och Moçambique (Gorongoza)
- Apalis thoracica arnoldi – östra Zimbabwe och sydvästra Moçambique
- Apalis thoracica flaviventris – sydöstra Botswana och norra Sydafrika
- Apalis thoracica spelonkensis – nordöstra Sydafrika
- Apalis thoracica drakensbergensis - östcentrala Sydafrika och västra Swaziland)
- Apalis thoracica lebomboensis – östra Swaziland, östra Sydafrika och södra Moçambique
- Apalis thoracica venusta – östra till sydöstra Sydafrika
- Apalis thoracica thoracica - sydöstra Sydafrika
- Apalis thoracica claudei – södra Sydafrika
- Apalis thoracica capensis – sydvästra Sydafrika
- Apalis thoracica griseopyga - sydvästra Sydafrika

Gulstrupig apalis, taitaapalis samt namuliapalis behandlas alla ibland som underarter till ringapalis.

### Familjetillhörighet
Cistikolorna behandlades tidigare som en del av den stora familjen sångare (Sylviidae). Genetiska studier har dock visat att sångarna inte är varandras närmaste släktingar. Istället är de en del av en klad som även omfattar timalior, lärkor, bulbyler, stjärtmesar och svalor. Idag delas därför Sylviidae upp i ett antal familjer, däribland Cisticolidae. 

## Levnadssätt
Ringapalis hittas i större delen av utbredningsområdet i bergsskogar. I Sydafrika kan den också ses på lägre höjd i tätt skogslandskap och buskmarker.

## Status och hot
Arten har ett stort utbredningsområde, men tros minska i antal, dock inte tillräckligt kraftigt för att den ska betraktas som hotad. Internationella naturvårdsunionen IUCN listar arten som livskraftig (LC).

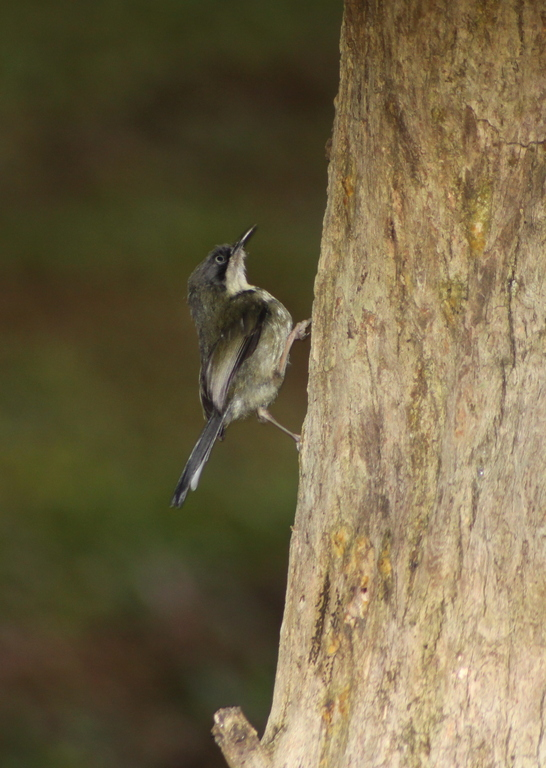